# 巴西馬鮫
巴西馬鮫為輻鰭魚綱鱸形目鯖亞目鯖科的其中一種，分布於西大西洋區，從加勒比海至巴西海域，本魚吻遠短於其餘的頭部，腹鰭間的突起短，側線逐漸地對於尾柄彎曲下來，腹鰭相當短，泳鰾不存在，側邊銀色的有圓淡黃色的青銅色的斑點的幾排，第一背鰭黑色，背鰭硬棘17-19枚，背鰭軟條15-19枚，臀鰭硬棘2枚，臀鰭軟條16-20枚，脊椎骨47-49個，體長可達125公分，棲息在沿岸海域，會進行迴游，屬肉食性，以魚類、頭足類為食，可做為食用魚、遊釣魚。

## 擴展閱讀
維基物種上的相關：巴西馬鮫